# Pesisir (Besuki)
Pesisir is een bestuurslaag in het regentschap Situbondo van de provincie Oost-Java, Indonesië. Pesisir telt 9669 inwoners (volkstelling 2010).